# Luis Vallejos Santoni
Luis Vallejos Santoni  (Callao, 31 de enero de 1917- Cusco, 8 de junio de 1982) fue un sacerdote católico que ocupó los cargos de Obispo del Callao y Arzobispo del Cuzco.

## Biografía
Nació en el Callao, el 31 de enero de 1917, último de cuatro hermanos. Estudia en el colegio San José de los Hermanos Maristas, luego ingresa a la Universidad Mayor de San Marcos donde se gradúa de Químico Farmacéutico. Milita en la Acción Católica, llegando a ser Presidente Arquidiocesano y Presidente Nacional de la Juventud Masculina. Es desarrollando estas labores donde comienza a tomar conciencia de su vocación al sacerdocio. Tuvo influencias del padre Pedro Chaffrin, canónigo regular y párroco de la Iglesia Matriz del Callao. 
En 1951, con 34 años de edad, decide ingresar al Seminario de Santo Toribio en "Plan de Búsqueda" como lo señala en una carta pastoral de 1982:

Mi vocación fue madura, esto es, el Señor me llamó a la hora undécima, pero tanto quiero a mi sacerdocio y me entrego a él, frente a la caducidad de la vida, que hubiera deseado que la llamada fuera antes, mucho más joven, tal vez niño; pero con todo, cuando ingresé al Seminario de Santo Toribio llevé esta decisión: "Si no es mi camino seguir los estudios eclesiásticos, me retiraré y volveré al ejercicio de mi profesión".

Luego de siete años de estudio "El Viejo", como lo llamaban sus compañeros del Seminario, se ordenó sacerdote por el Arzobispo de Lima Juan Landázuri Ricketts en la Catedral de Lima. Sus primeros años transcurren en el barrio de La Victoria, siendo vicario cooperador en la Parroquia de Nuestra Señora de las Victorias. Luego es encomendado a la enseñanza en el Colegio de Nuestra Señora de Guadalupe, donde labora por 13 años. 
De militante de la Acción Católica pasa a ser asesor de la misma, así como del Consorcio Químico Farmacéutico del Perú y la Unión Nacional de Estudiantes Católicos. En 1966 es destinado a su natal Callao como Párroco del Sagrado Corazón de la Punta y el 21 de noviembre de 1971, es designado como Segundo Obispo del Callao, poniendo énfasis en la vida parroquial y atrayendo a sus feligreses para la renovación litúrgica y las obras sociales. 
Ofreció todos los locales parroquiales y al personal de la Diócesis para apoyar la tarea de alfabetización de adultos en 1974. Muy atento a los problemas de los maestros estuvo al lado de ellos en su lucha durante los conflictos que ocasionaron el cese de la Gran Unidad Escolar Dos de Mayo, guardaba por ello una medalla que le habían obsequiado en señal de gratitud.
En 1975, fue llamado a ocupar el Arzobispado del Cuzco. Su principal preocupación al llegar fue compenetrarse con la realidad y los problemas del campesinado que constituía la mayor parte de su feligresía. 
Defendió el derecho del campesino a organizarse libremente y denunciar con característica franqueza los abusos que se cometían. El 19 de julio de 1977 se realizó un paro nacional contra el alza del costo de vida, el gobierno militar autorizó el despido de los dirigentes sindicales, se despiden alrededor de 6,000 trabajadores. Monseñor Vallejos dispone que Caritas entregue víveres para la olla común de los despedidos. 
En 1978 el gobierno declara Año de la Austeridad, por lo que opina: "Como pedirle austeridad al pueblo que hace tiempo vive en la miseria". Es señalado y tildado de agitador y comunista. 
La difícil situación del pueblo motivó que participase en diversas organizaciones en pro del bienestar del pueblo del Cuzco. En abril de 1978, viaja a Lima como integrante del Comité Cívico de Desarrollo del Cuzco, para denunciar la malversación de fondos de la Beneficencia, pedir mejor trato para los trabajadores de esta institución, pedir la reposición de los despedidos y el aumento de vacantes en la Universidad del Cuzco. Ya por esa época se le comienza a llamar el "Monseñor de los Pobres", no existiendo lugar apartado o difícil acceso a donde no llegara a veces hasta en lomo de mula para llevar el mensaje de esperanza y fe que el sufrido pueblo necesitaba. 
Respondiendo las acusaciones que en su contra lanzaba la dictadura de Morales Bermúdez declara: "Si defender el saber, la enseñanza y la cultura de un pueblo, las aspiraciones más sentidas de los pobres del campo y la ciudad es ser comunista, entonces yo soy el primero". 
Fue también miembro del Comité de Defensa de los Derechos Humanos del Cusco y al constituirse en febrero de 1982 el Frente Unitario de Defensa de los Intereses del Pueblo del Cusco FUDIC, fue nombrado Presidente Honorario. Participó en la entrega de pliegos de reclamos al gobierno de Belaunde, apoyando las medidas de lucha adoptadas para hacer valer los derechos del pueblo cusqueño. 
En una entrevista para el Instituto Pastoral Andino - IPA poco antes de su muerte declara: "Cuando el Santo Padre me pidió que viniera a Cuzco puse como condición solamente la salud, si la salud respondía yo estaría en Cuzco. Como lo dije al separarme del Callao, prefería venir a Cuzco y fracasar que quedarme en el Callao con el remordimiento de no haber cumplido con la voluntad de Dios".
Falleció el 8 de junio de 1982, a la edad de 65 años, tras sufrir un grave accidente, a 40 km de Cuzco cuando el vehículo donde viajaba hacia Chonta se precipitó a un abismo. El 11 del mismo mes es declarado hijo predilecto del Cuzco. Fue enterrado ante una multitud de fieles en la Cripta Sagrada de la Catedral del Cuzco.